# Iberg
Iberg (toponimo tedesco; già Yberg) è stato un comune svizzero del Canton Svitto, nel distretto di Svitto; è stato soppresso nel 1884 e diviso nei nuovi comuni di Oberiberg e Unteriberg. Capoluogo comunale era Oberiberg.